# Brezje pri Podplatu
Brezje pri Podplatu je naselje u slovenskoj Općini Rogaškoj Slatini. Brezje pri Podplatu se nalazi u pokrajini Štajerskoj i statističkoj regiji Savinjskoj. 

## Stanovništvo
Prema popisu stanovništva iz 2002. godine naselje je imalo 55 stanovnika.